# Týn (Třebíč)
Týn (německy Thein; lidově zvaný Tajno, později Tejno, tj. místo skryté, nikoliv vyvýšené; s předložkou 2. pád do Týna, 6. pád v Týně) je část města Třebíče, jehož je součástí od roku 1960. Nachází se zde jak rodinné domy, tak osídlení soustředěné v obytných domech, i několik zařízení občanské vybavenosti. Od svého připojení k Třebíči se Týn podstatně rozrostl a pozbyl svůj původně jen vesnický ráz. V části obce žije přibližně 1 900 obyvatel.

## Dějiny
Týn byl až do roku 1960 samostatnou obcí, třebaže těsně se přimykající k Podklášteří. Týn vznikl jako tržní osada při staré obchodní stezce procházející dnešní ulicí Zdislavinou k Přibyslavicím.
Osada už od založení z třebíčského kláštera náležela k jeho majetku. Roku 1558 v Týně žilo 7 gruntovníků, kteří platili vrchnosti 3 kopy a odváděli též desátek ve výši 3 kopy. Dále byli povinni při zámku rozsévat, kydat hnůj z chlévů a pak rozhazovat na poli, třít konopě, zametat na zámku, sekat pro zámek dříví a pomáhat s hrabáním sena na louce pod zámkem.
Roku 1678 bylo v Týně zastoupeno jediné povolání – zahradníci. Těch zde žilo 38.
Středem obce bývala okrouhlá náves s malým rybníčkem (dnes již zasypaným). Od roku 1857 stojí na návsi kaple Povýšení svatého Kříže. Po první světové válce zde zbudovali pomník jejím týnským obětem. V roce 1938 Týnští upravili svah nad Novým rybníčkem na park a umístili v něm malý pomníček připomínající 20. výročí republiky. Za okupace pomníček ukryli.
V 50. letech 20. století vzniklo Jednotné zemědělské družstvo a začalo se s výstavbou jeho kravína a dalších hospodářských budov. Od roku 1974 získala statek do správy Střední zemědělská škola; v 90. letech byl statek zrušen a na jeho místě od přelomu století vyrostl obchodní dům a nové sídliště. Ani Týn nezůstal ušetřen panelové výstavby 80. let (ulice Jaroslava Ježka). Se začátkem 21. století vznikla též nová zástavba na východ od Nového hřbitova v ulicích Růžičkova, Vítkova, Palátova a Kaňákova (zčásti tzv. podnikatelské baroko), resp. kousek od návsi zástavba v ulici Milady Horákové a Palachově.
S Podklášteřím se Týn svou zástavbou spojil v době od konce první světové války do prvních let války druhé světové, když byla zastavěna Panská niva.
Z dalších zařízení občanské vybavenosti lze uvést:
- nový hřbitov,
- obchodní a výrobní zónu Na Nivkách a Na Klinkách,
- sběrný dvůr,
- domov důchodců na Koutkově ulici.

## Geografie a geologie
Týn uzavírá území města Třebíče ze severu, při silnici na Budíkovice. Jeho páteří je ulice Táborská. Týn na jihu začíná křižovatkou ulic Táborská, Palackého, Josefa Suka a Nová. Na západě proniká dlouhým výběžkem západní poloviny údolí pod mostem na ulici Marie Majerové až k samému Hájku. Na severu zasahuje katastrální území Týna až k západnímu okraji Pocoucova a tam v lese vrcholí kótou 498 m. Na severovýchodě najdeme kótu 489 m, na níž je zařízení vodojemu.
Co se týče vod, na týnských vodách bývala v minulosti dlouhá léta závislá Třebíč. Ještě začátkem 17. století stačil Třebíči k zásobování vodou rybníček Baba. Poté v roce 1610 město koupilo od týnského občana Kuldánka tři malé selské rybníčky a z nich do městských kašen přivedla vodu. Týnské vodovodní rybníky (rybník Vodovodní, zvaný též Vasrlajtung, dále Barák neboli Druhý a U Suchých neboli Nadýmáček) ztratily svůj účel vybudováním nového městského vodovodu během funkčního období starosty Josefa Vaňka v letech 1936–1940. V roce 2004 byly tyto rybníčky celkově opraveny.
Potůček vedoucí z rybníčka Baráku se za týnským mostem spojují s vodami Týnského potoka, který do Týna přitéká z podklášterského rybníka Zámiš přes Týnský rybník. Napájí taktéž podklášterský rybník Kuchyňku.

## Demografie
| Rok            | 1869 | 1880 | 1890 | 1900 | 1910 | 1921 | 1930 | 1950 | 1961 | 1970 | 1980 | 1991 | 2001 |
| -------------- | ---- | ---- | ---- | ---- | ---- | ---- | ---- | ---- | ---- | ---- | ---- | ---- | ---- |
| Počet obyvatel | 146  | 143  | 167  | 160  | 174  | 179  | 187  | 266  | .    | .    | 499  | 722  | 1171 |

## Památky
Na návsi najdeme kapli Povýšení svatého Kříže, obklopenou několika vzrostlými stromy.

## Galerie

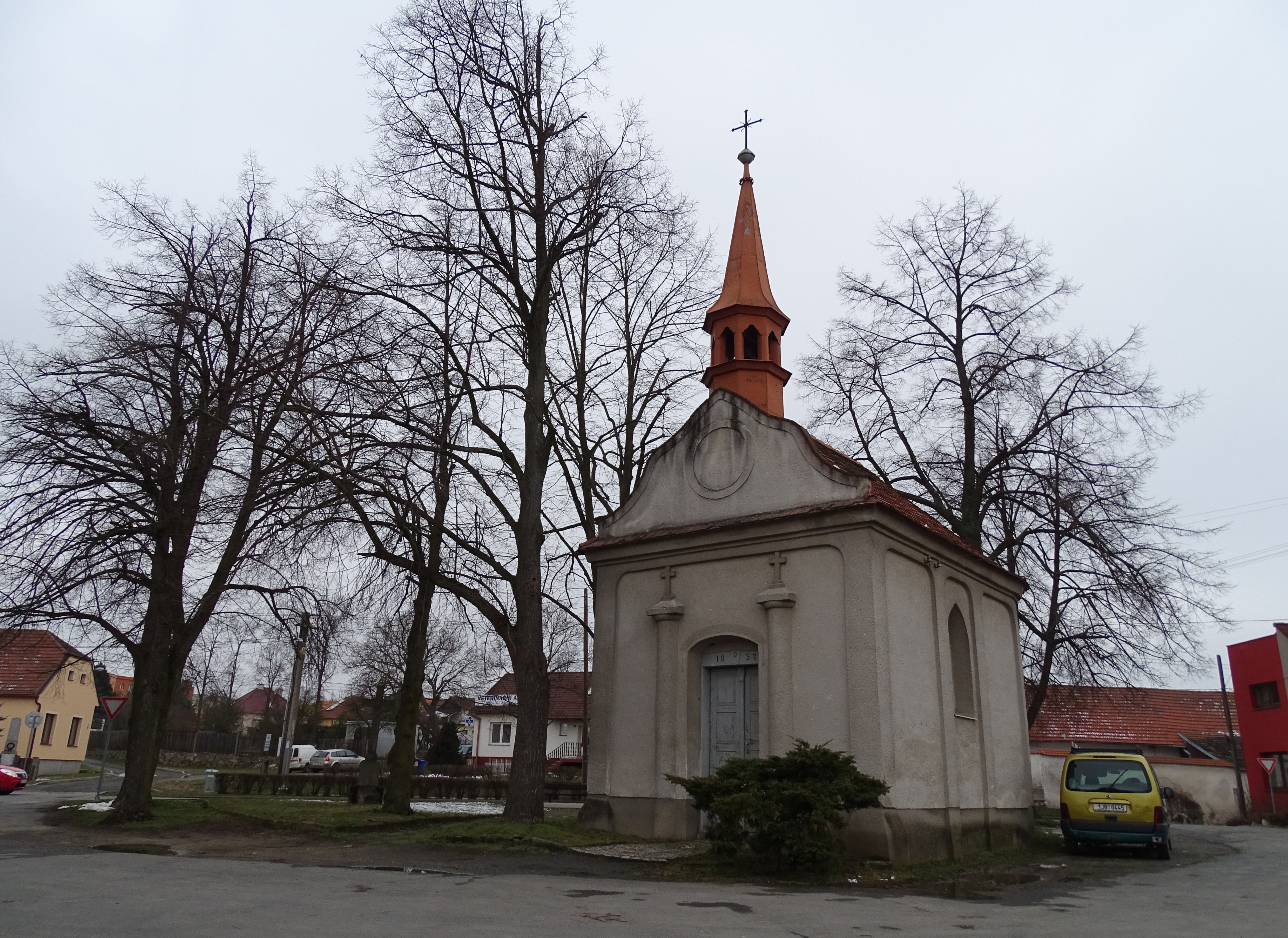
Kaple Povýšení svatého Kříže na návsi
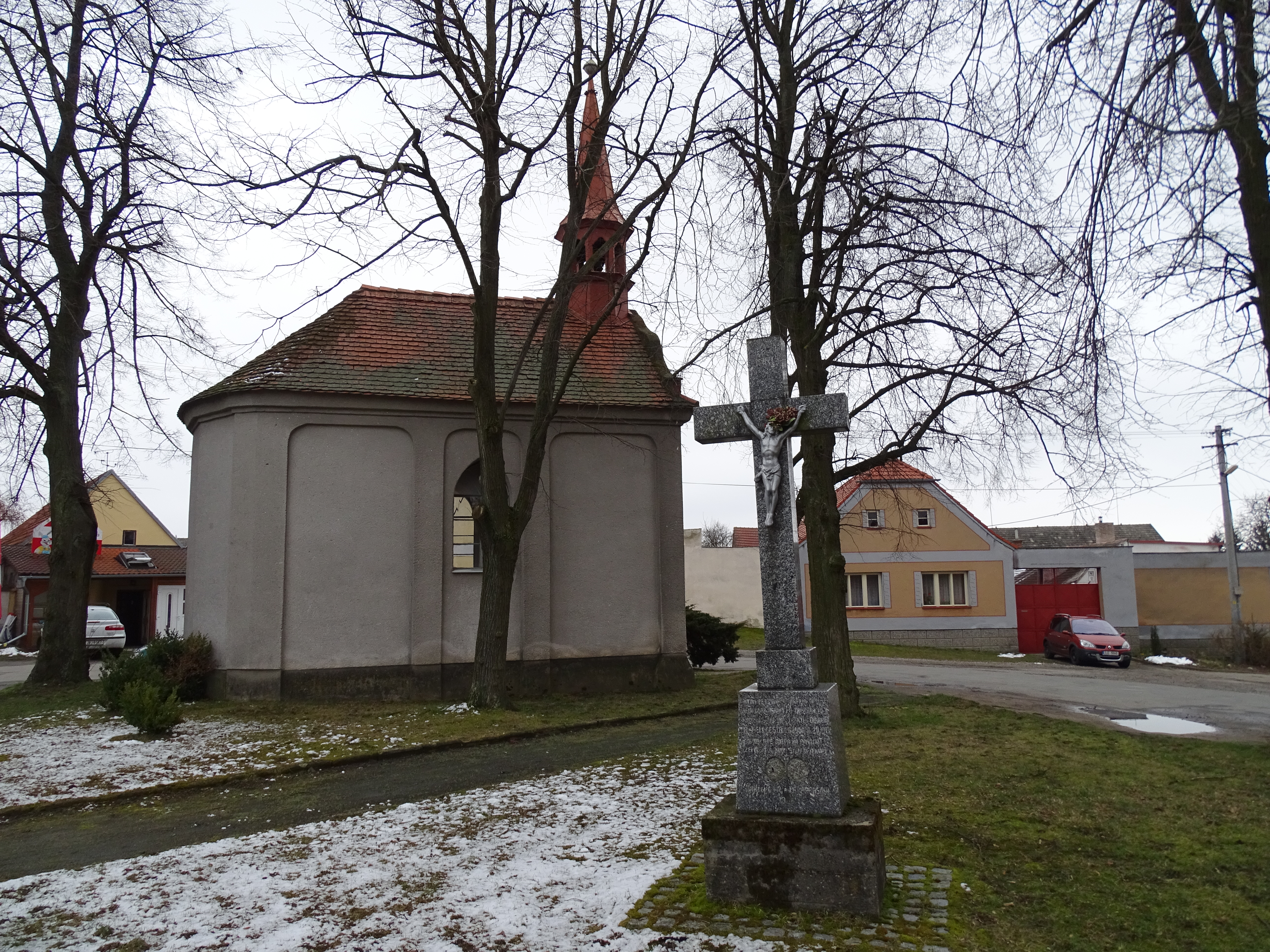
Kříž před kaplí
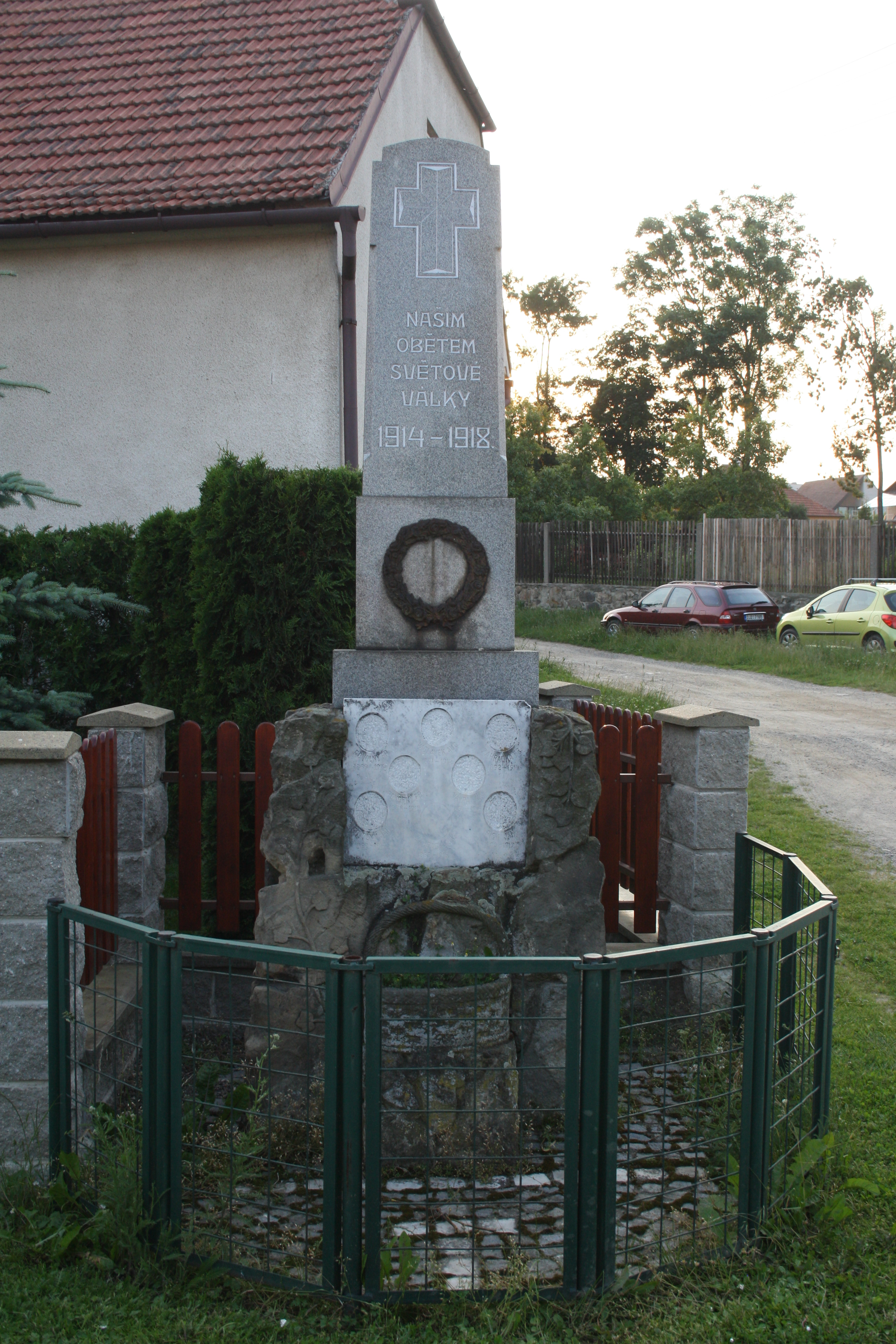
Pomník místním obětem první světové vály na návsi
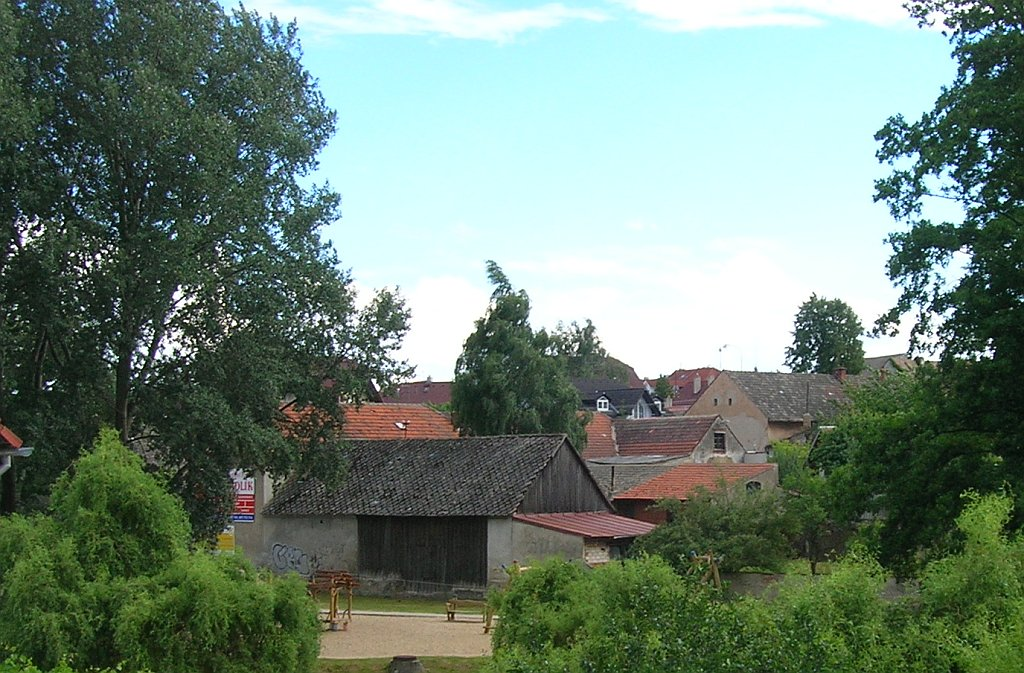
Pohled na starší Týnskou zástavbu z budíkovické ulice
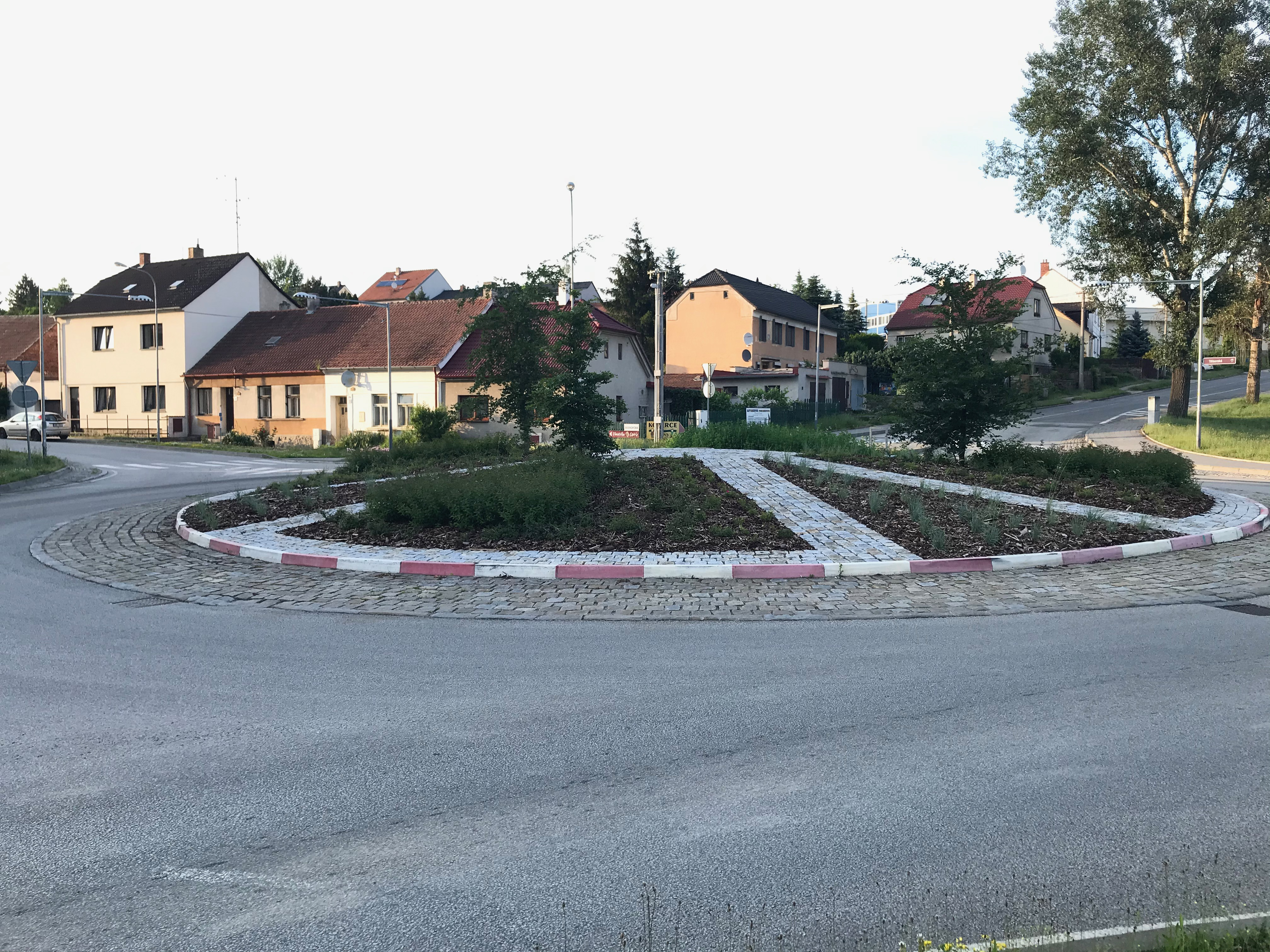
Kruhový objezd mezi ulicemi Táborská, Budíkovická a M. Majerové
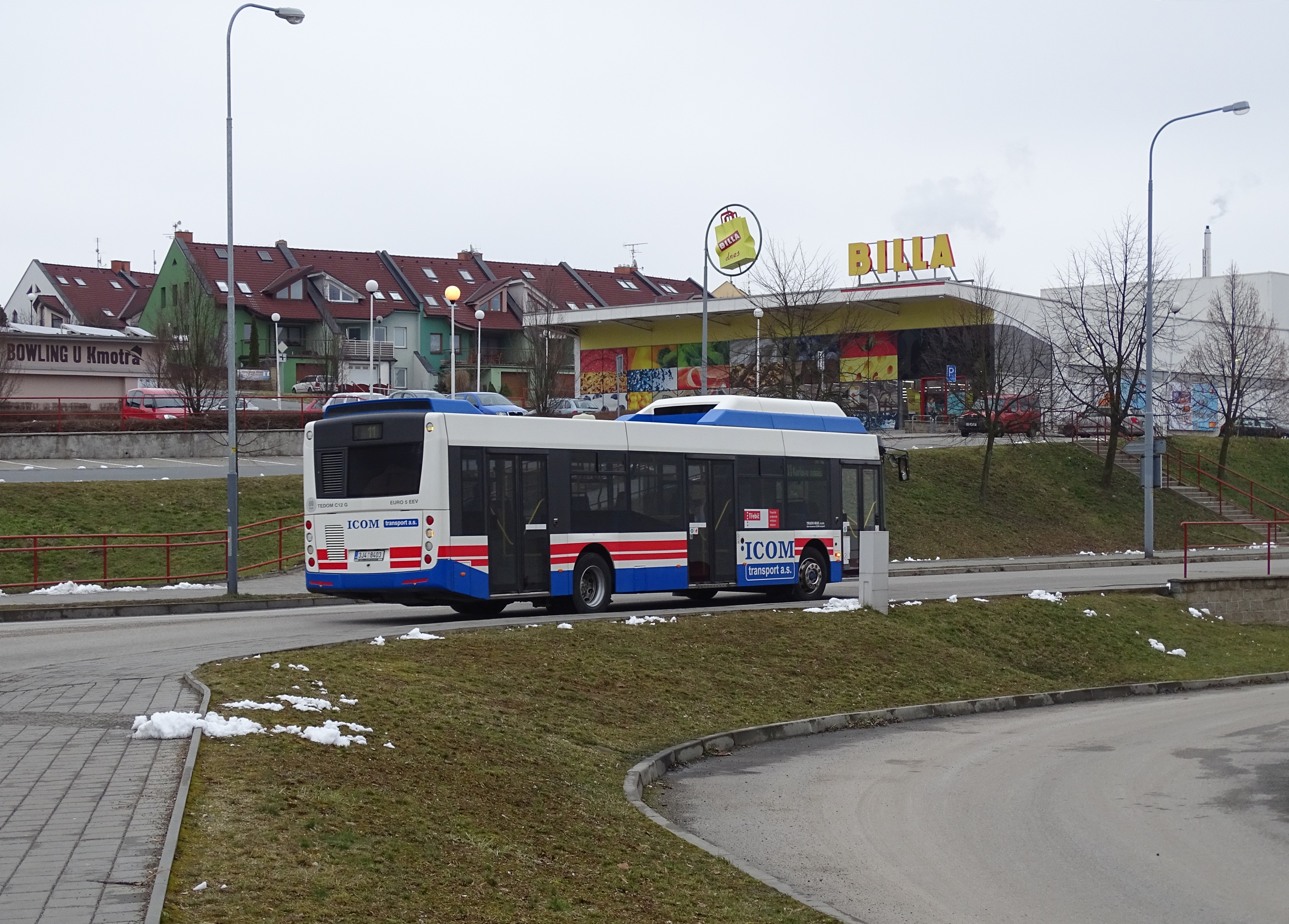
Ulice M. Majerové (v pozadí supermarket Billa)
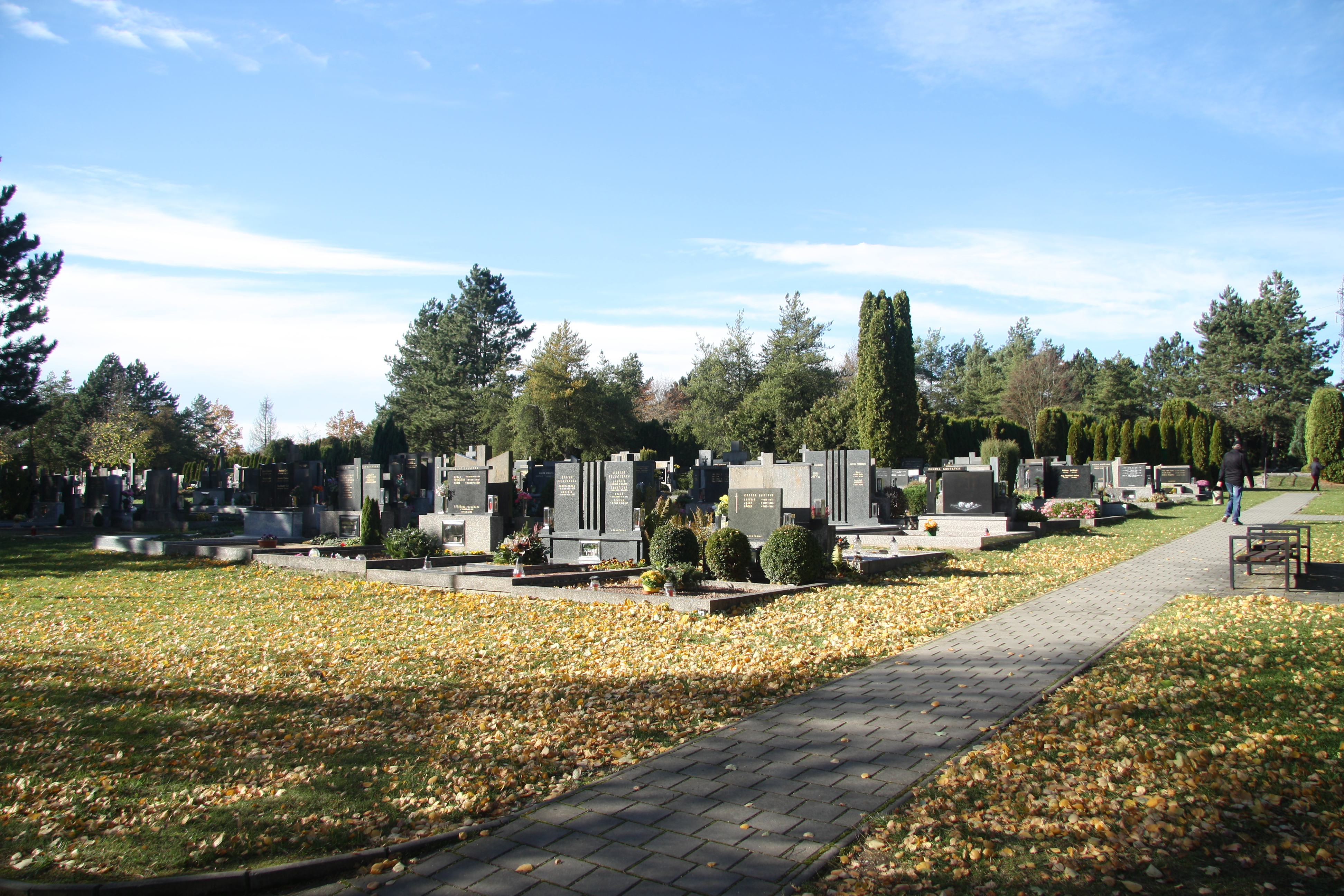
Nový hřbitov zřízený v Týně roku 1977, v části hřbitova je zřízené muslimské pohřebiště
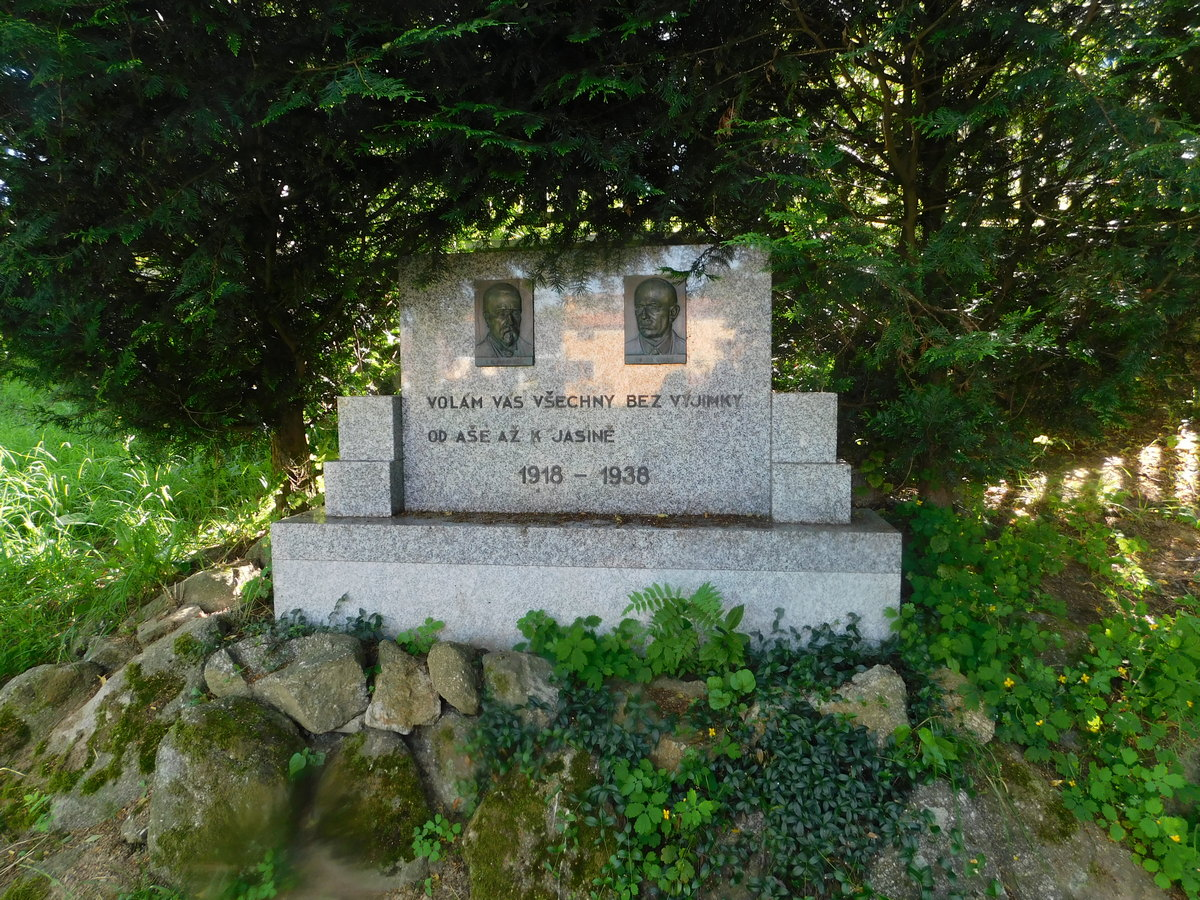
Památník Jubilea republiky v Jubilejním háji
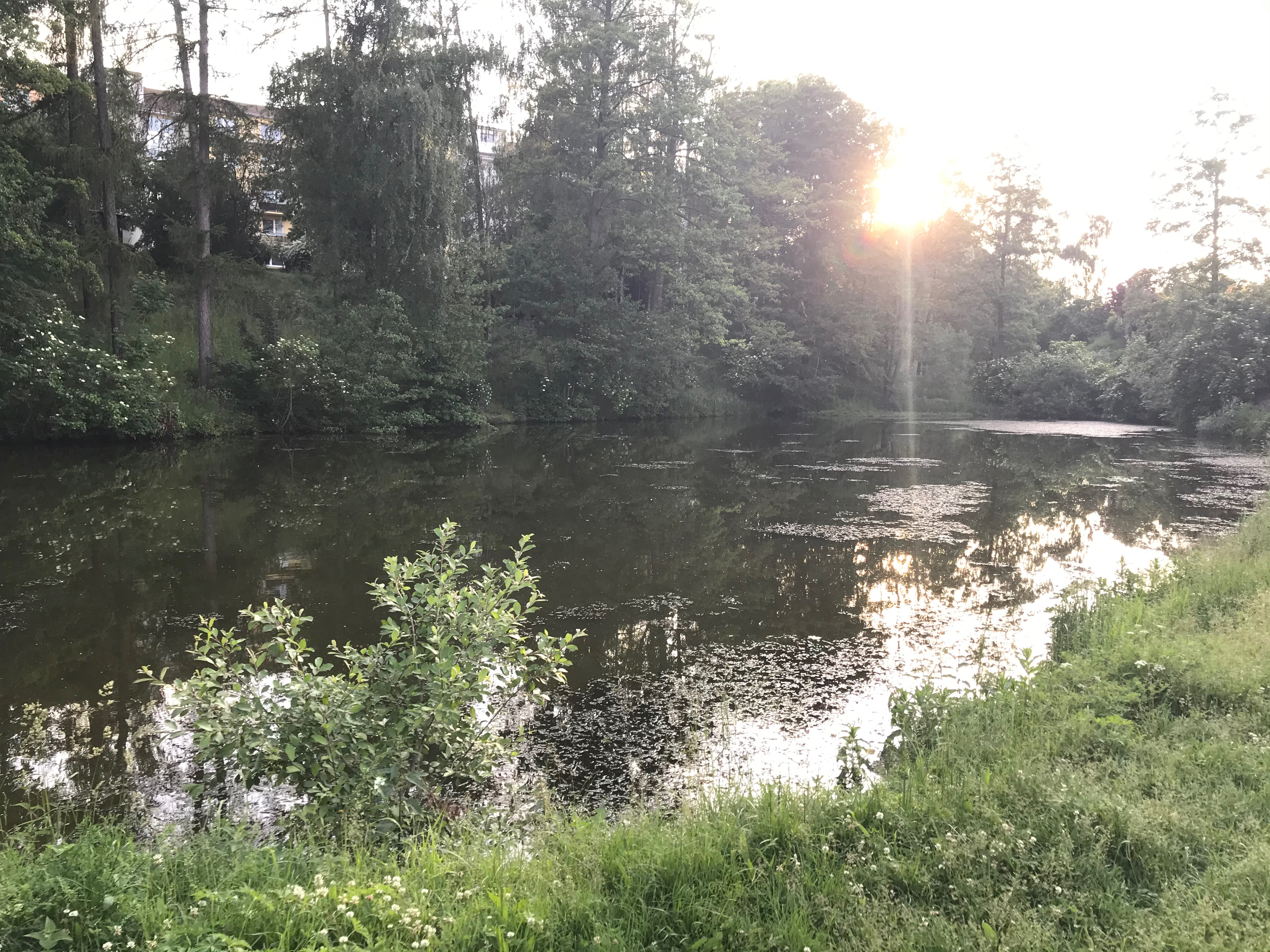
Hladový rybník (v pozadí Jubilejní háj)
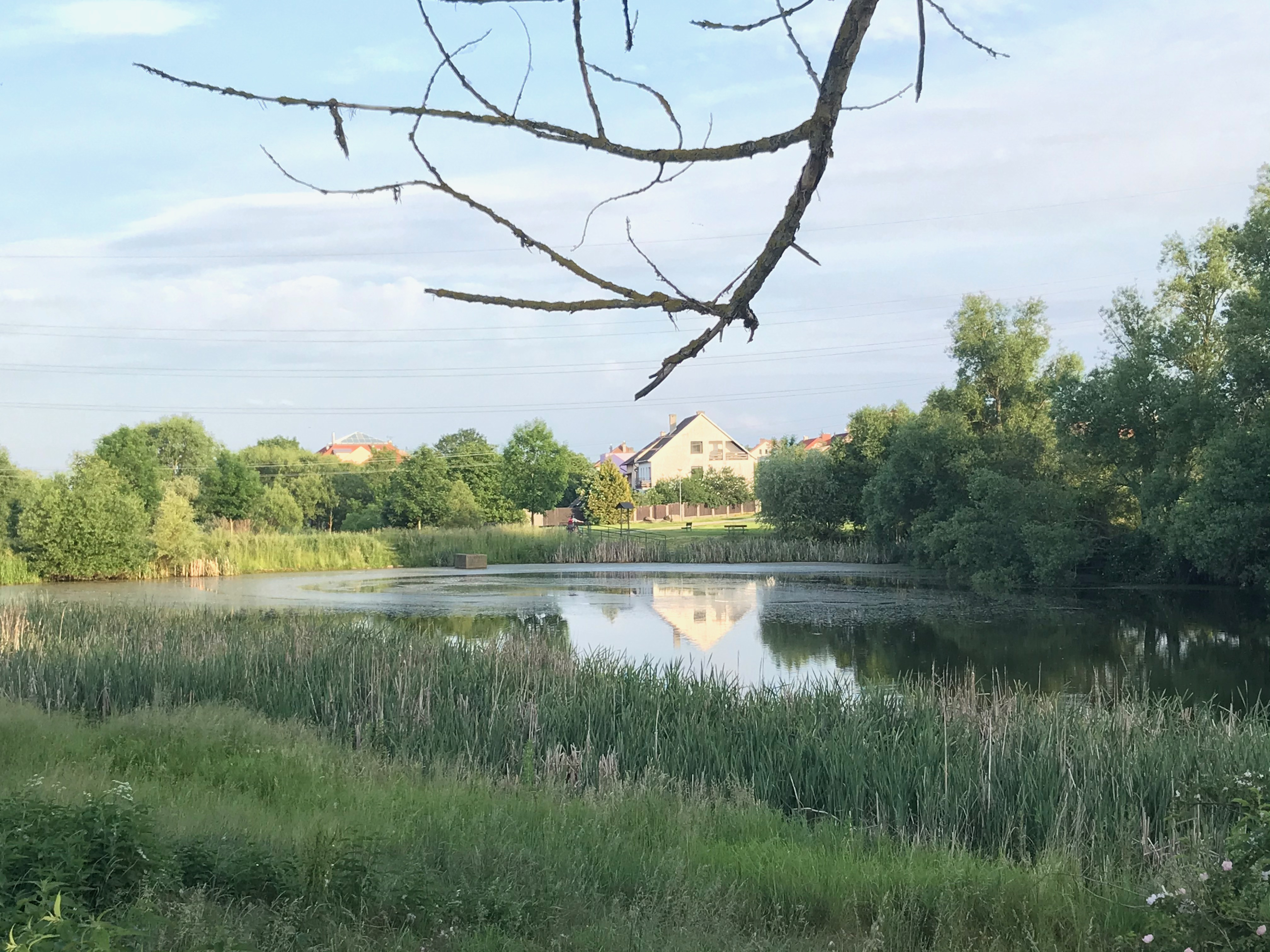
Týnský rybník
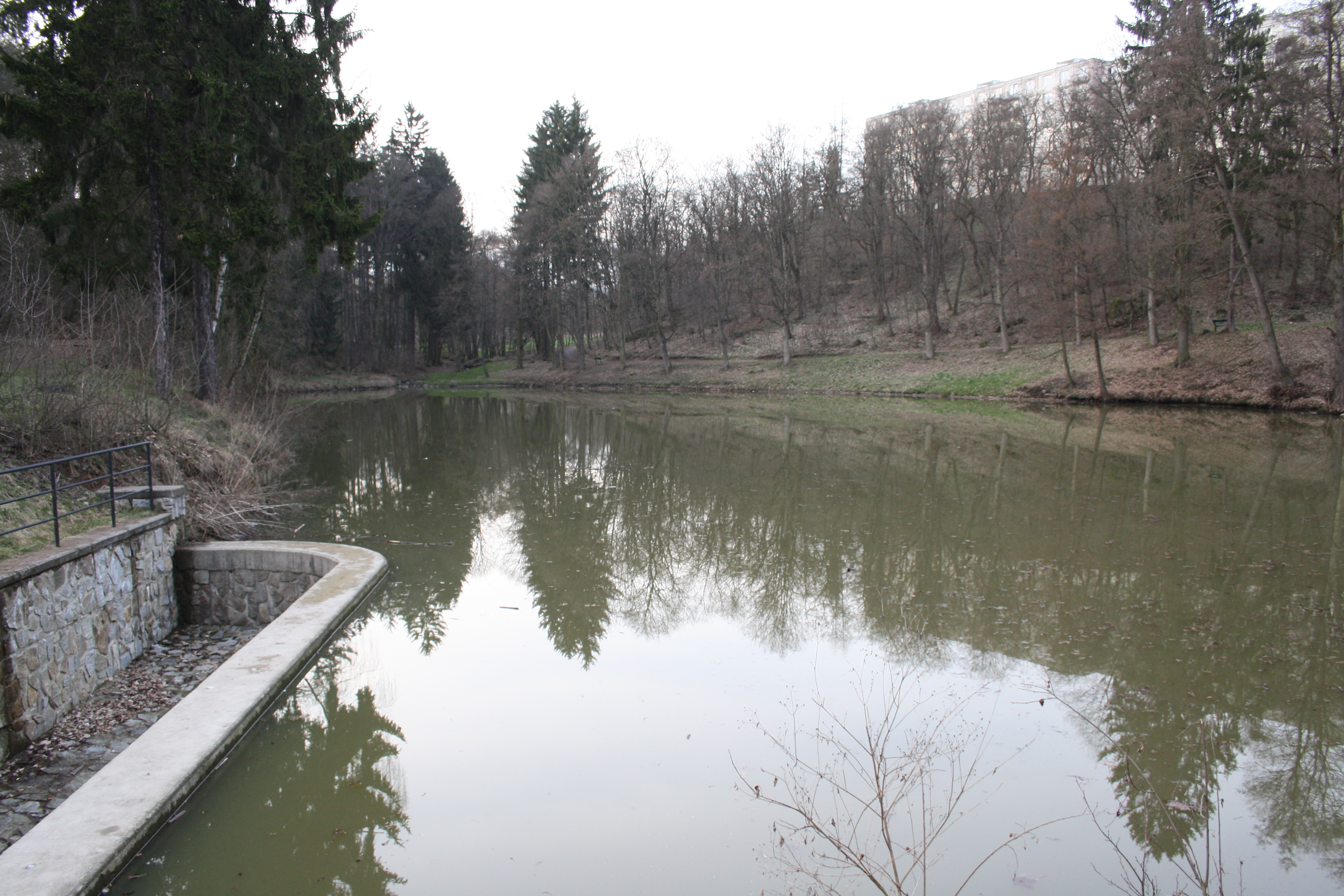
Vodovodní rybník v Týnském údolí
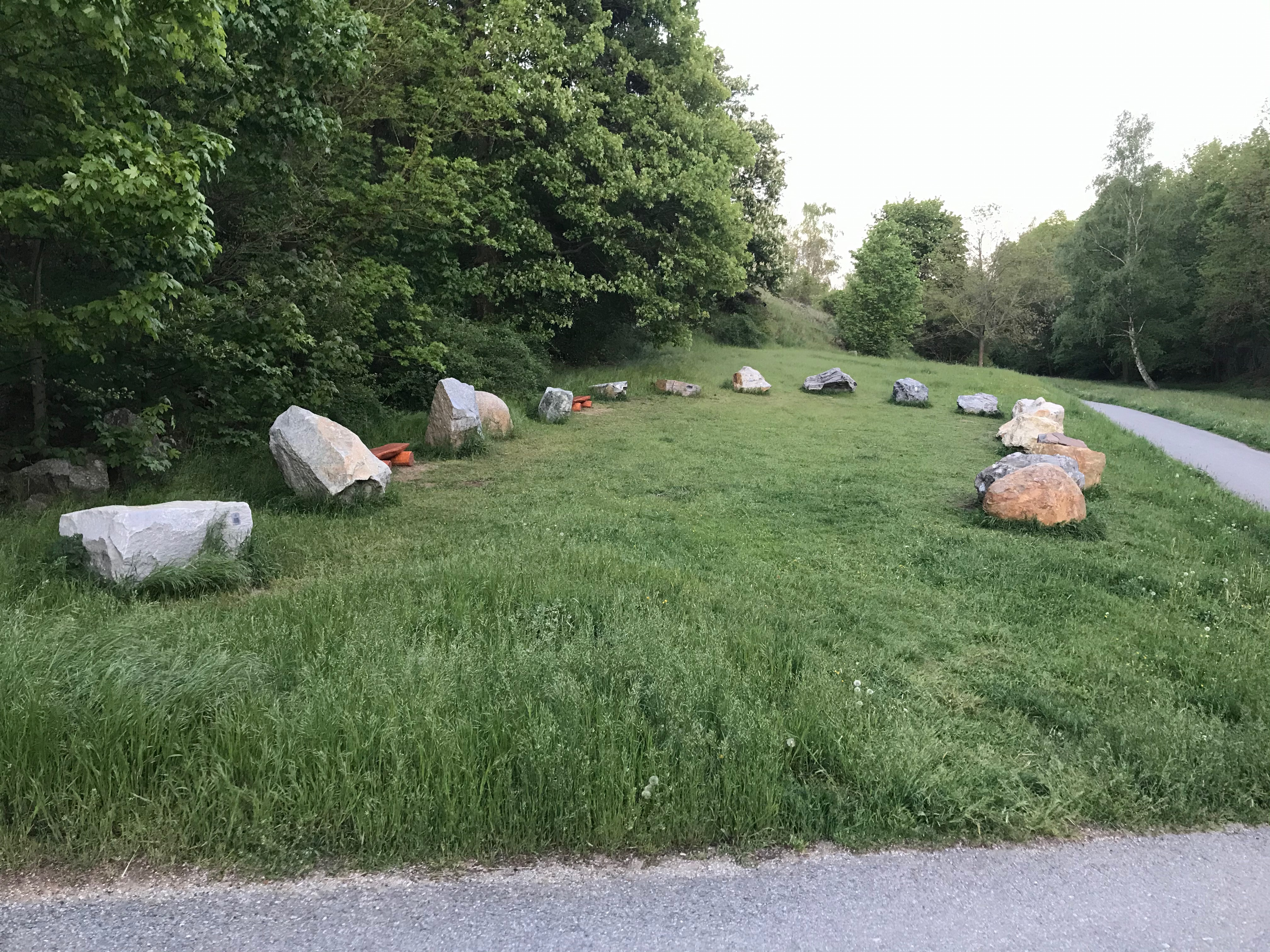
Geoexpozice v Týnském údolí